# Suor Angelica
Suor Angelica (Sor Angèlica) és una òpera en un acte de Giacomo Puccini, sobre un llibret original en italià de Giovacchino Forzano. És la segona òpera del trio d'òperes conegut com Il trittico. Va ser estrenada al Metropolitan Opera de Nova York el 14 de desembre de 1918, sota la direcció de Roberto Moranzoni i Geraldine Farrar, Flora Perini i Minnie Egener com a interpretes, i fins al 2009 va tenir 74 actuacions.

És de les poques obres que conté només personatges femenins. Les veus masculines apareixen només al final, en el cor d'àngels que porten la germana Angèlica al cel. De les tres obres que formen el "Tríptic", era la preferida de Puccini. L'1 de maig de 1917 Puccini va escriure al seu amic Pietro Panichelli (un frare dominic que ja l'havia ajudat amb les sonoritats religioses de Tosca):
| « | «Escric una obra de clausura o monàstica. Per tant, necessito diverses paraules llatines ad hoc. El meu coneixement no arriba fins... els teus cels». | » |

 Puccini tenia una germana anomenada Iginia, que havia arribat a ser mare superiora del convent de les monges agustines del poble de Vicopelago di Lucca, a la qual el mestre els va fer escoltar l'obra al piano, deixant-les profundament emocionades. Gràcies a la seva germana, de qui era molt proper, Puccini va poder conèixer com era la vida en un convent femení, que va retratar amb gran realisme en la seva obra.
L'estrena europea va ser al "Teatre Costanzi" de Roma l'11 de gener de 1919 (a "Il trittico") dirigida per Gino Marinuzzi (1882-1945) amb Gilda Dalla Rizza en presència de la compositora que va afegir l'ària Senza mamma que més tard es convertirà en famosa.

## Sinopsi

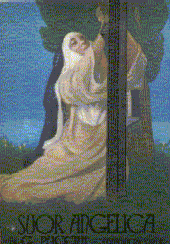

Lloc: un convent prop de Siena.
Temps: les acaballes del Segle XVII.
L'òpera comença amb les escenes de la vida quotidiana al convent - les germanes cantant himnes, la zeladora renyant dues germanes llegues, les germanes congregant-se en el claustre en l'hora del descans. Les germanes estan contentes perquè, tal com explica la mestra de les novícies, és la primera de les tres vesprades de cada any en què el sol ponent il·lumina la font del claustre i fa que l'aigua semble daurada. Aquest esdeveniment porta a totes el record d'una germana que ja ha mort: Bianca Rosa. Sor Genoveva suggereix dipositar un poc de l'aigua daurada en la seua tomba.
Aleshores, les germanes expressen els seus desitjos. Tot i que la zeladora creu que tenir qualsevol desig és dolent, sor Genoveva confessa que li agradaria veure anyells de nou, i sor Dolcina desitja alguna cosa bona de menjar. Sor Angèlica afirma que no en té, de desitjos, però en acabar de dir-ho, les monges comencen a xafardejar - Sor Angèlica ha mentit, perquè el seu vertader desig és saber notícies de la seua rica i noble família, de la qual no en sap res des de fa set anys. Hom diu que va ser enviada al convent com a càstig.
La germana infermera interromp la conversa, en sol·licitar a Sor Angèlica l'elaboració d'un remei a base d'herbes, la seua especialitat. Aleshores arriben les dues germanes almoineres, portant queviures per al convent, així com la notícia que un gran carruatge està esperant a l'entrada. Sor Angèlica, sobtadament es mostra nerviosa i trastornada, pensant que algun familiar ha vingut a visitar-la. L'abadessa la renya pel seu capteniment inapropiat i després anuncia una visita: la princesa, tia de Sor Angèlica.
La princesa li explica a Sor Angèlica que la seua germana es casarà aviat i que Angèlica ha de signar un document renunciant a la seua herència en favor de la seua germana. Angèlica respon que s'ha penedit del seu pecat, però que hi ha una cosa que no pot oferir-li a la Mare de Déu: no pot oblidar la memòria del seu fill (il·legítim) que li va ser arrabassat fa set anys. La princesa no vol parlar-ne, però finalment revela a Sor Angèlica que el seu fill va morir de febra. Sor Angèlica, enfonsada, signa el document i esclata en plors. La princesa se'n va.
Sor Angèlica és envaïda per una visió celestial - creu sentir el seu fill cridant-la per a trobar-se plegats en el paradís. Es prepara una beguda verinosa amb herbes i la beu, però s'adona que, cometent suïcidi s'ha condemnat a si mateixa. Implora a la Mare de Déu la seua gràcia i, moribunda, veu un miracle: la Mare de Déu apareix, portant al fill de Sor Angèlica, qui corre a abraçar-la.

## Curiositat
El 2022 es va compondre, escriure i dirigir un acte musical per Luca Giacomelli Ferrarini amb música de Marco Spatuzzi, titulat No Dorma. Inspirat en un episodi impactant de la vida del mestre Giacomo Puccini, està ambientat el gener de 1909 a la vil·la de Torre Del Lago, i explica un apartat transversal de la vida privada de la família Puccini que canviarà la dinàmica familiar per sempre. Giacomo Puccini, arran d'un accident de cotxe, viu un moment de forta crisi personal: la seva dona Elvira Bonturi l'avorreix amb escenes de gelosia acusant-lo de negligència, els empresaris teatrals l'insten a compondre música nova i el seu Art s'esvaeix lentament. En el desconcert d'aquest període teixirà un perillós enteniment amb una jove, Doria Manfredi, una gran font d'inspiració per a la composició de l'obra central del seu Tríptic: Suor Angelica.
El repartiment italià de l'òpera Nessun Dorma està format per: Cristian Ruiz, (Giacomo Puccini), Floriana Monici (Elvira Bonturi), Giulia Fabbri (Doria Manfredi), Francesca Taverni (La princesa tia), Noemi Bordi (Suor Angelica) i Luca Giacomelli Ferrarini (Michele Donati).
Puccini va disparar la partitura autògrafa de Suor Angelica el 25 de juliol de 1917. A l'autògraf, sota la data, a dalt a la dreta, va assenyalar el sant del dia: Sant Giacomo. De fet, el 25 de juliol és el nom del Mestre, celebrant l'Església de "San Giacomo il Maggiore". Aquesta és l'única "signatura" que fa; fent una comparació amb altres partitures autògrafes, aquest fet només apareixeria per a l'obra en qüestió. El document complet es pot consultar a la pàgina d'Internet Culturale o a l'arxiu digital Ricordi
El 20 d'agost de 2022, amb motiu de la 87a Temporada d'Òpera de San Gimignano, Suor Angelica es va crear per primera vegada davant de la "Pieve di Santa Maria Assunta in Cellole", l'escenari escollit originalment pel mateix Mestre.

## Formació orquestral

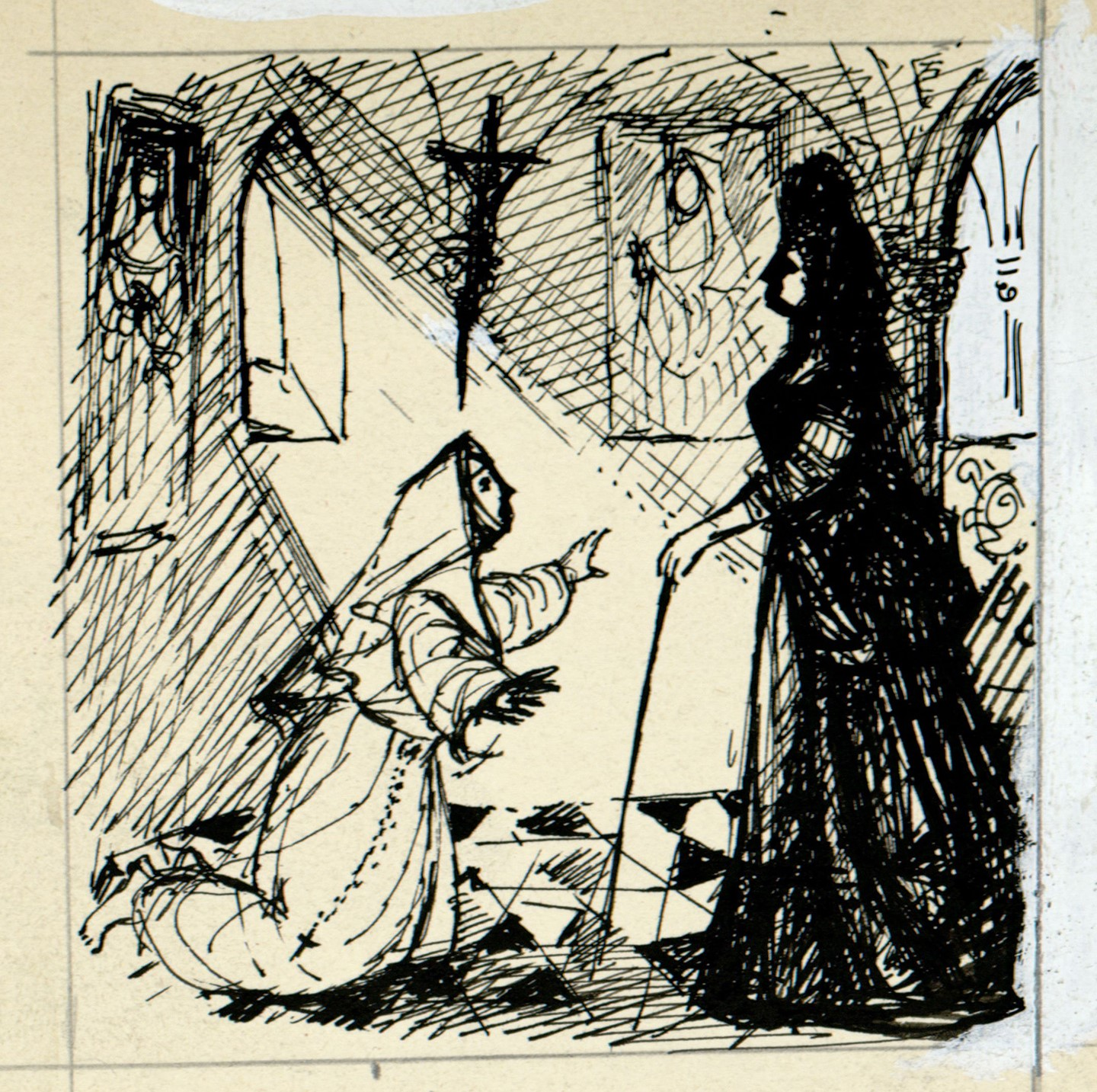
Disseny per a la portada del llibret, disseny per a Suor Angelica (sense data). Arxiu Històric Memòries

La partitura de Puccini implica l'ús de:
- flautín, 2 flautes, 2 oboès, trompa anglesa, 2 clarinets, clarinet baix, 2 fagots, 4 trompes, 3 trompetes, 3 trombons, trombó baix, timbals, triangle de plats, bombo glockenspiel, celesta, arpa, campana de bronze (a l'escenari) arcs.

Per sonar internament: piccolo, 2 pianos, orgue, 3 trompetes, campanes, plats, tauletes.

## Discografia
| Any  | Casting (Suor Angelica, La zia principessa)        | Director          | Segell                              |
| ---- | -------------------------------------------------- | ----------------- | ----------------------------------- |
| 1957 | Victoria de los Ángeles, Fedora Barbieri           | Tullio Serafin    | EMI Classics                        |
| 1962 | Renata Tebaldi, Giulietta Simionato                | Lamberto Gardelli | Decca Records                       |
| 1963 | Luisa Maragliano, Oralia Domínguez                 | Bruno Bartoletti  | House of Opera, Opera Omega Archive |
| 1973 | Katia Ricciarelli, Fiorenza Cossotto               | Bruno Bartoletti  | RCA Italiana                        |
| 1975 | Renata Scotto, Marilyn Horne                       | Lorin Maazel      | Sony Masterworks                    |
| 1978 | Joan Sutherland, Christa Ludwig                    | Richard Bonynge   | Decca Records                       |
| 1982 | Ilona Tokodi, Eszter Póka                          | Lamberto Gardelli | Hungaroton                          |
| 1987 | Lucia Popp, Marjana Lipovšek                       | Giuseppe Patanè   | Eurodisc                            |
| 1991 | Mirella Freni, Elena Souliotis                     | Bruno Bartoletti  | Decca Records                       |
| 1999 | Cristina Gallardo-Domâs, Bernadette Manca di Nissa | Antonio Pappano   | EMI Classics                        |

## Videografia
| Any  | Casting (Suor Angelica, La zia principessa) | Director             | Segell         |
| ---- | ------------------------------------------- | -------------------- | -------------- |
| 1983 | Rosalind Plowright, Dunja Vejzovic          | Gianandrea Gavazzeni | NVC Arts       |
| 1999 | Cristina Gallardo-Domâs, Jane Henschel      | Riccardo Chailly     | Avro Klassiek  |
| 2007 | Amarilli Nizza, Anna Maria Chiuri           | Julian Reynolds      | TDK            |
| 2008 | Barbara Frittoli, Marjana Lipovšek          | Riccardo Chailly     | Hardy Classics |
| 2011 | Ermonela Jaho, Anna Larsson                 | Antonio Pappano      | Opus Arte      |

## Peces famoses
- Ave Maria (coro)
- Il principe Gualtiero vostro padre […] Nel silenzio di quei raccoglimenti (duet entre la tieta princesa i la germana Angèlica)
- Senza mamma (romanza de Suor Angelica)
- Ah, son dannata! (final)